# 拉脱维亚大学
拉脱维亚大学（缩写LU），坐落在拉脱维亚首都里加市区，成立于1919年，是该国最大的综合类大学。2007-08学年注册学生数达23801，其中博士生900人。现任校长为Mārcis Auziņš教授。

## 历史

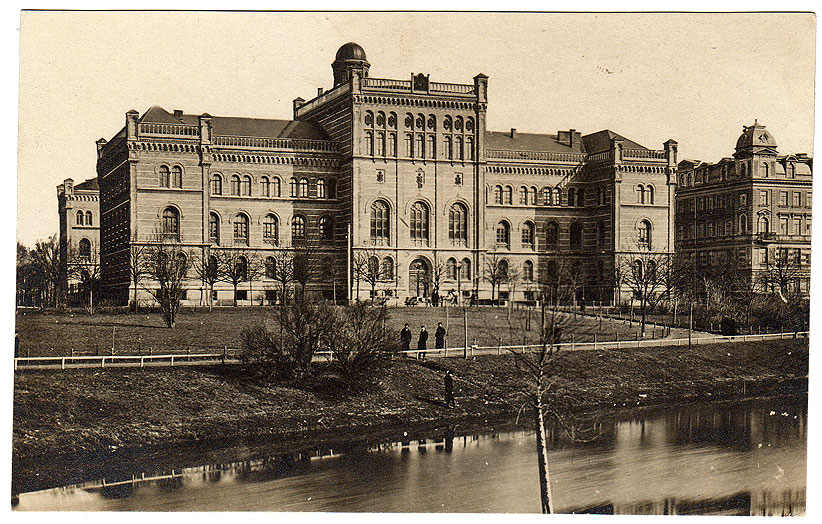
拉脱维亚大学主楼（20世纪初）

拉脱维亚大学于1919年9月28日，在原里加理工学院的基础上成立了拉脱维亚学院（Latvijas Augstskola），1923年改称“拉脱维亚大学”。
在苏联时期，拉脱维亚大学的一些学科独立出来，成立了拉脱维亚农业大学、拉脱维亚药学院、里加工业大学等高等院校。
1991年，拉脱维亚从苏联独立后不久，拉最高委员会在9月18日通过了拉脱维亚大学章程，规定拉脱维亚大学是“一所为拉脱维亚国家和人民的需求服务的国立教育、科学、文化机构”。

## 教学及研究机构

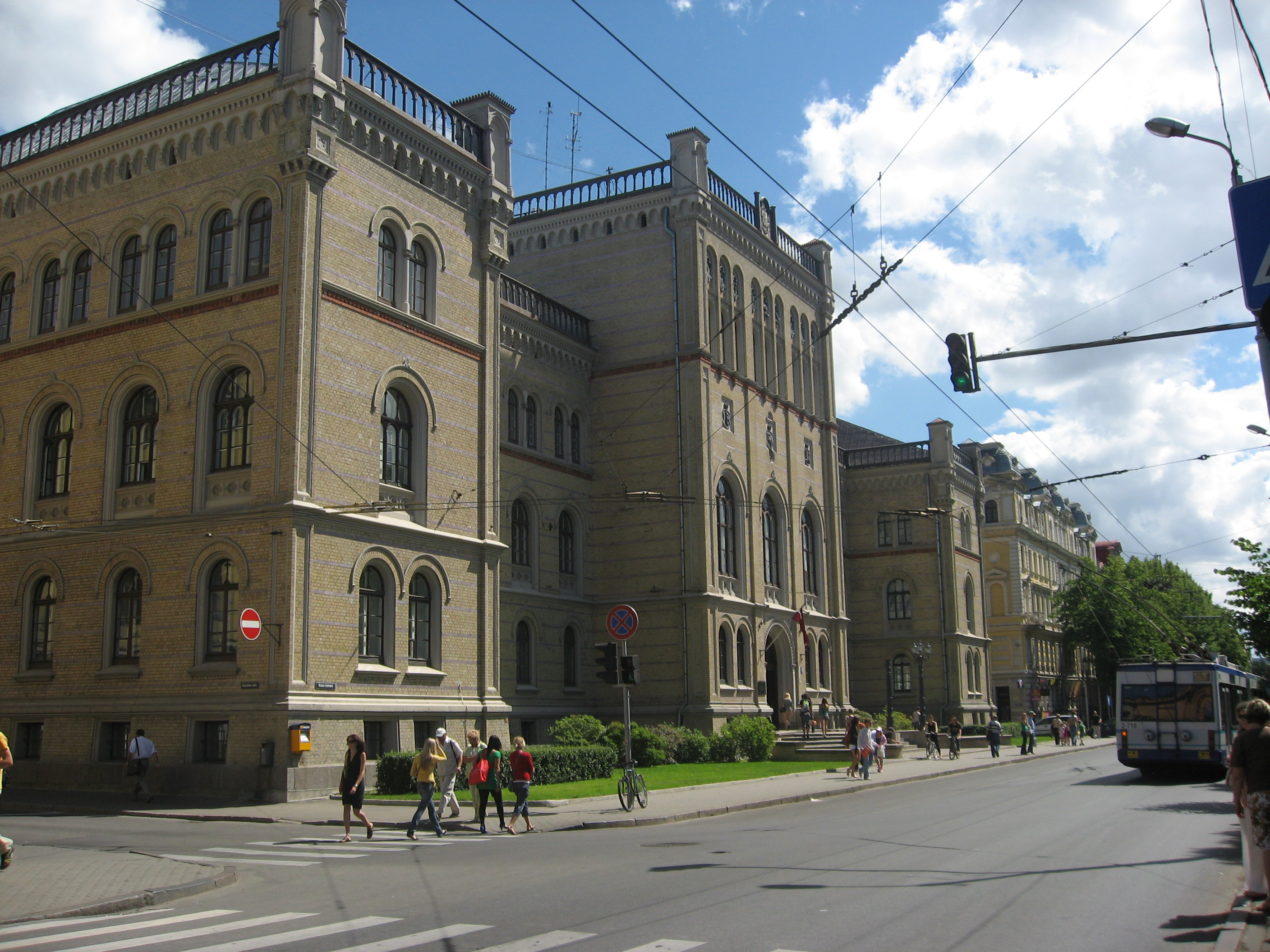
拉脱维亚大学主楼（2007年）

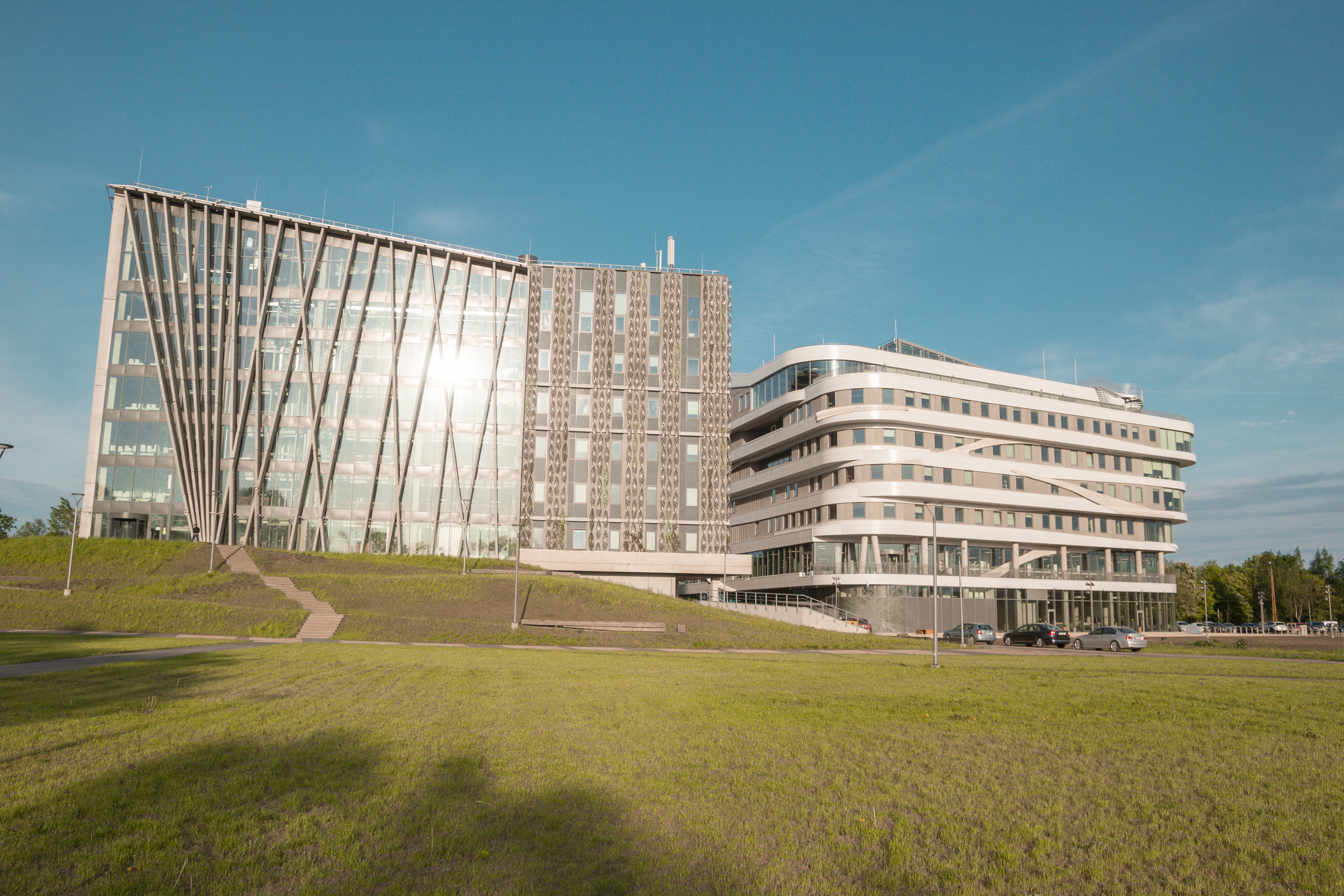
校园 (2019).

拉脱维亚大学设有13个学院，分别是：生物学院、化学学院、经管学院、教育与心理学院、地理与地球科学学院、历史与哲学学院、法学院、医学院、现代语言学院、哲学与艺术学院、数理学院、社会科学学院、以及神学院。
拉脱维亚大学还设有10多个研究所，涉及到众多不同的领域和学科。另外，由拉脱维亚、瑞典两国政府以及Soros基金会共同设立的里加法学研究生院也是拉脱维亚大学的一个独立、自治单元。

## 国际交流
拉脱维亚大学是IAU、EUA、乌得勒支网络、欧洲首都大学联盟（UNICA）和波罗的海区域大学网络（BSRUN）等大学联盟的成员。
除了通过欧盟的伊拉斯谟（Erasmus）等项目与欧洲范围内的大学进行交流，拉脱维亚大学还与世界上29个国家的76所大学签署了双边合作协议。